# Jerome (Illinois)
Jerome – wieś w Stanach Zjednoczonych, w stanie Illinois, w hrabstwie Sangamon.